# Codonium proliferum
Codonium proliferum is een hydroïdpoliep uit de familie Corynidae. De poliep komt uit het geslacht Codonium. Codonium proliferum werd in 1848 voor het eerst wetenschappelijk beschreven door Forbes. 